# Рясня (река)
Рясня — река в Тверской области России.
Протекает по территории Старицкого района. Впадает в реку Тьму в 128 км от её устья по левому берегу, ниже села Луковниково. Длина реки составляет 12 км.

## Данные водного реестра
По данным государственного водного реестра России относится к Верхневолжскому бассейновому округу, водохозяйственный участок реки — Волга от города Зубцова до города Твери, без реки Тверцы, речной подбассейн реки — бассейны притоков (Верхней) Волги до Рыбинского водохранилища. Речной бассейн реки — (Верхняя) Волга до Куйбышевского водохранилища (без бассейна Оки).
По данным геоинформационной системы водохозяйственного районирования территории РФ, подготовленной Федеральным агентством водных ресурсов:
- Код водного объекта в государственном водном реестре — 08010100612110000001767
- Код по гидрологической изученности (ГИ) — 110000176
- Код бассейна — 08.01.01.006
- Номер тома по ГИ — 10
- Выпуск по ГИ — 0

## Топографические карты
- Лист карты O-36-XXIX Торжок. Масштаб: 1 : 200 000. Состояние местности на 1982 год. Издание 1986 г.